# The Dirtbombs
The Dirtbombs är ett amerikanskt rockband från Detroit, Michigan. De utmärker sig bland annat genom sin banduppsättning, bestående av en gitarrist, två basister och två trummisar. Deras musikstil har influenser från bland annat garagerock, punkrock och soul.

## Historia
The Dirtbombs bildades 1992 av gitarristen och sångaren Mick Collins, som ett sidoprojekt till dennes dåvarande band The Gories. The Gories hade ingen basist och som för att kompensera detta fick det nya bandet två basister och två trummisar. Uppsättningen varierade kraftigt under de tidiga åren men sedan 2002 har bandet förutom Collins bestått av Troy Gregory och Ko Shih (tidigare i Ko & The Knockouts) på bas och Ben Blackwell och Pat Pantano på trummor.
Till en början spelade bandet bara in singlar, men skivbolaget övertalade dem att spela in ett album, Horndog Fest, som släpptes 1998. 2001 följde de upp med Ultraglide in Black, till större delen bestående av covers på soul och Motown från 60- och 70-talet. 2003 kom deras tredje fullängdsalbum, Dangerous Magical Noise. De har även släppt samlingsskivan If You Don't Already Have a Look 2005, bestående av deras tidigare singlar och en del nytt material.

## Diskografi

### Album
- 1998 – Horndog Fest
- 2001 – Ultraglide in Black
- 2003 – Dangerous Magical Noise
- 2005 – If You Don't Already Have a Look
- 2008 – We Have You Surrounded
- 2011 – Party Store
- 2013 – Ooey Gooey Chewy Ka-blooey!

### Singlar
- 1996 – "High Octane Salvation" (7")
- 1997 – "All Geeked Up" (7")
- 1998 – "Tina Louise" (7")
- 1998 – "Maybe Your Baby" (7")
- 1998 – "Stuck Under My Shoe" (7")
- 2000 – "Headlights On" (7")
- 2000 – "Brucia I Cavi" (7")
- 2001 – "Ode To A Black Man" (7")
- 2002 – "Australian Sing A Long With The Dirtbomb Singers" (7")
- 2002 – "Pray For Pills" (7")
- 2003 – "Motor City Baby" (7")
- 2004 – "Earthquake Heart" (7")
- 2004 – "Merit" (7")
- 2004 – "Crashdown Day" (7")
- 2005 – "Tanzen Gehn'" (7")
- 2005 – "Brand New Game" (7")
- 2007 – "Oh Katrina" (7")
- 2008 – "Rocket USA" (7")
- 2008 – "Need You Tonight" (7")
- 2008 – "The Dirtbombs...Play Sparks" (7")
- 2009 – "Race to the Bottom" (12")
- 2010 – "Kick Me" (7")

### Samlingsalbum
- 2005 – If You Don't Already Have a Look
- 2013 – Consistency is the Enemy